# (18979) Henryfong
(18979) Henryfong est un astéroïde de la ceinture principale d'astéroïdes.

## Description
(18979) Henryfong est un astéroïde de la ceinture principale d'astéroïdes. Il fut découvert le 1er septembre 2000 à Socorro (Nouveau-Mexique) par le projet LINEAR. Il présente une orbite caractérisée par un demi-grand axe de 2,60 UA, une excentricité de 0,03 et une inclinaison de 3,8° par rapport à l'écliptique.

## Compléments